# Tristellateia australasiae
Tristellateia australasiae är en tvåhjärtbladig växtart som beskrevs av Achille Richard. Tristellateia australasiae ingår i släktet Tristellateia och familjen Malpighiaceae. Inga underarter finns listade i Catalogue of Life.

## Bildgalleri

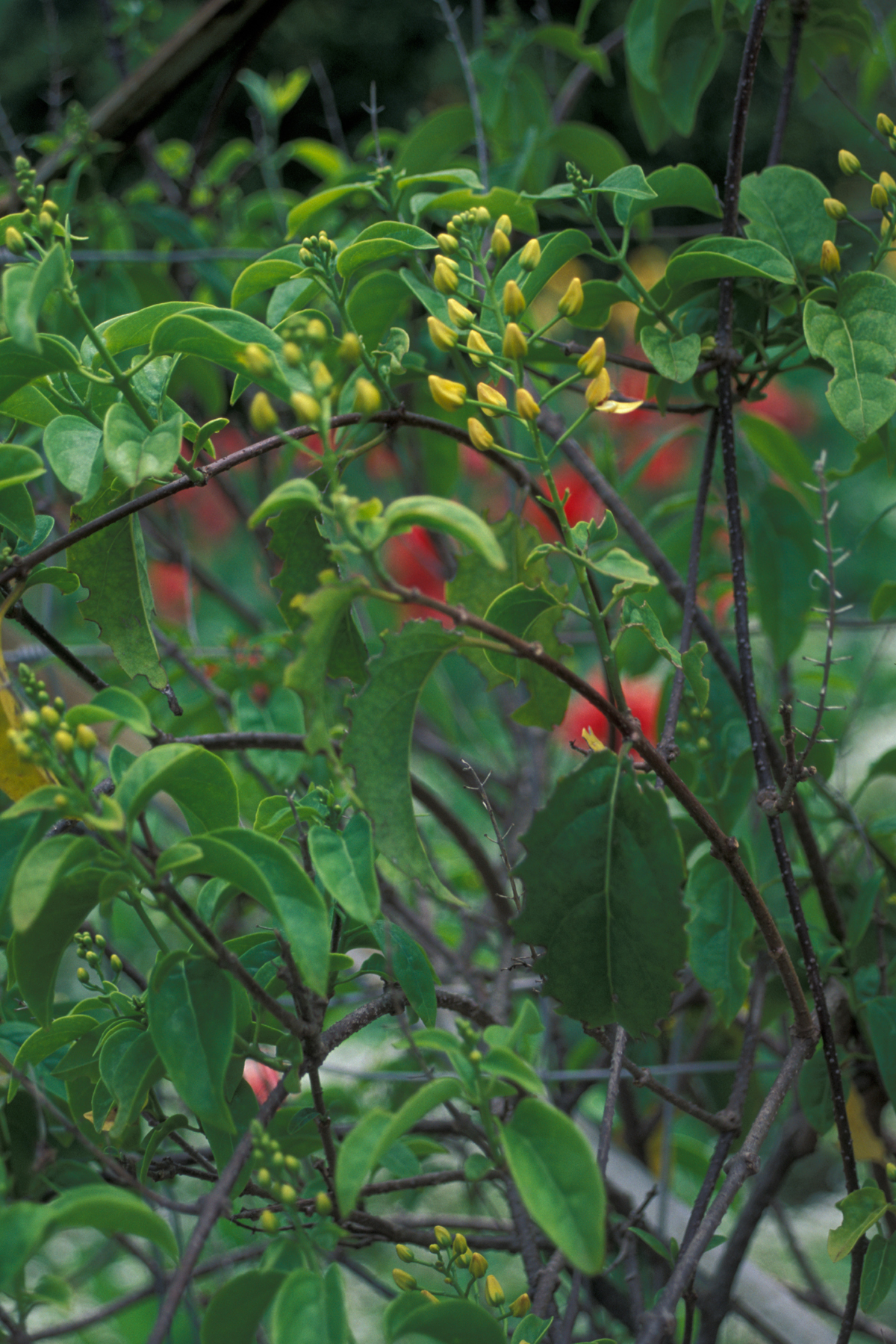
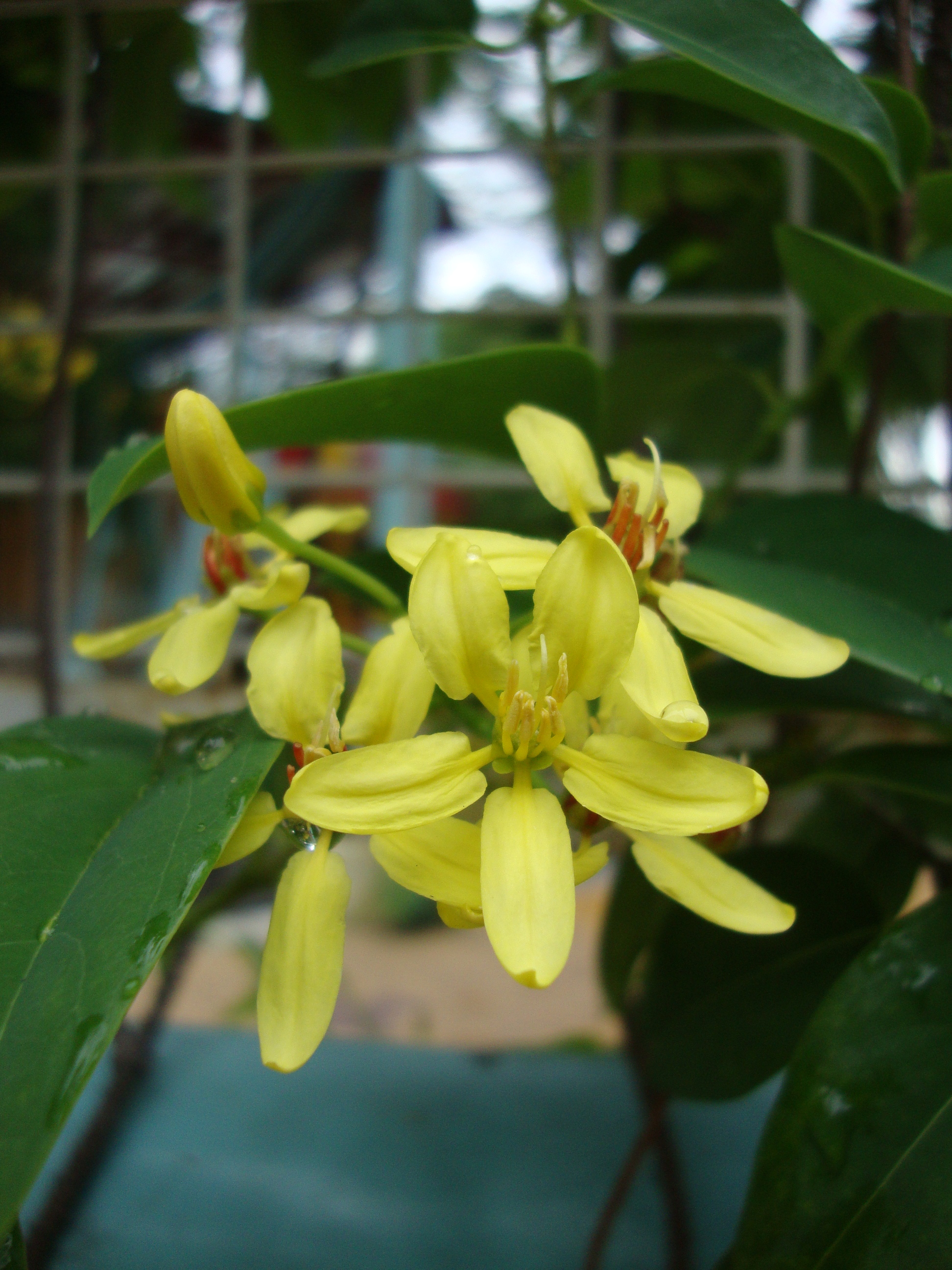
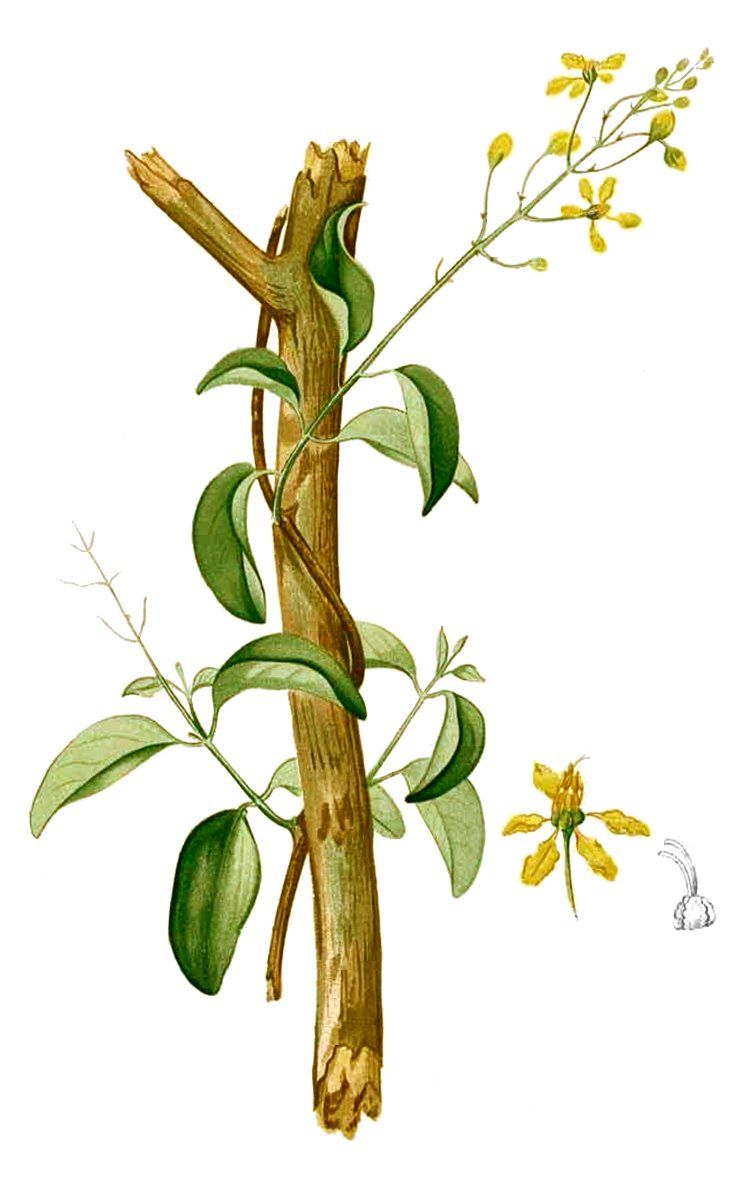
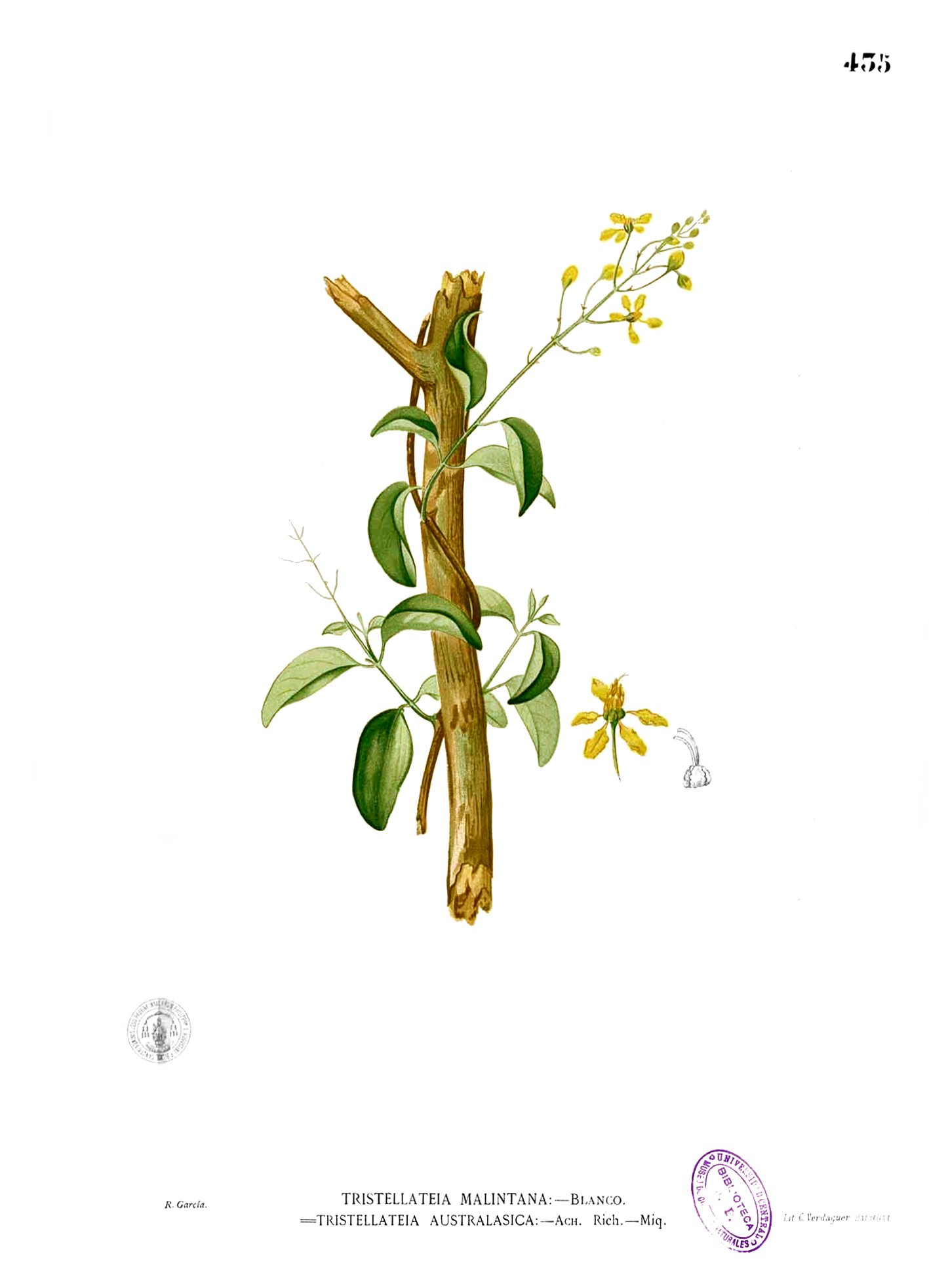